# Joe Sutter
Pour l’article homonyme, voir Sutter.
Joseph F. Sutter dit Joe Sutter, né le 21 mars 1921 à Seattle et mort le 30 août 2016 dans la même ville, est un ingénieur aéronautique américain qui travailla pour Boeing. Il est considéré comme le « père » du Boeing 747.

## Biographie
D'origine slovène, son père vint en Amérique à la suite de la ruée vers l'or. Il naquit et grandit à proximité de l'usine Boeing à Seattle. Il fut étudiant à l'université de Washington, où il obtint un bachelor in science en 1943. Pendant la Seconde Guerre mondiale, il servit sur un destroyer d'escorte. Après la guerre, il allait faire toute sa carrière chez Boeing.
Pour sa contribution dans le développement des avions de ligne, il reçut en 1985 la Médaille de la technologie des États-Unis. 
En 1986, il fut l'un des membres de la Commission présidentielle d'enquête, la commission Rogers, qui enquêta sur l'accident de la navette spatiale Challenger.